# Allium yanchiense
Allium yanchiense  (лат.) — вид однодольных растений рода Лук (Allium) семейства Амариллисовые (Amaryllidaceae). Впервые описан ботаником Си Цземэем в 1980 году.

## Распространение и среда обитания
Эндемик Китая, встречающийся в провинциях Ганьсу, Цинхай, Хэбэй, Шэньси, Шаньси, Нинся-Хуэйском автономном районе и Внутренней Монголии.

## Ботаническое описание
Луковичный геофит.
Луковицы почти яйцевидные, одиночные или сгруппированные, 1—2 см диаметром; шелуха грязно-серого оттенка.
Листья гладкие либо слегка шероховатые на углах.
Соцветие — шаровидный зонтик, несущий большое количество плотно размещённых цветков с околоцветником белого, бледно-красного или зеленоватого цвета.
Цветёт и плодоносит в августе и сентябре.